# サンタ・エングラシア教会

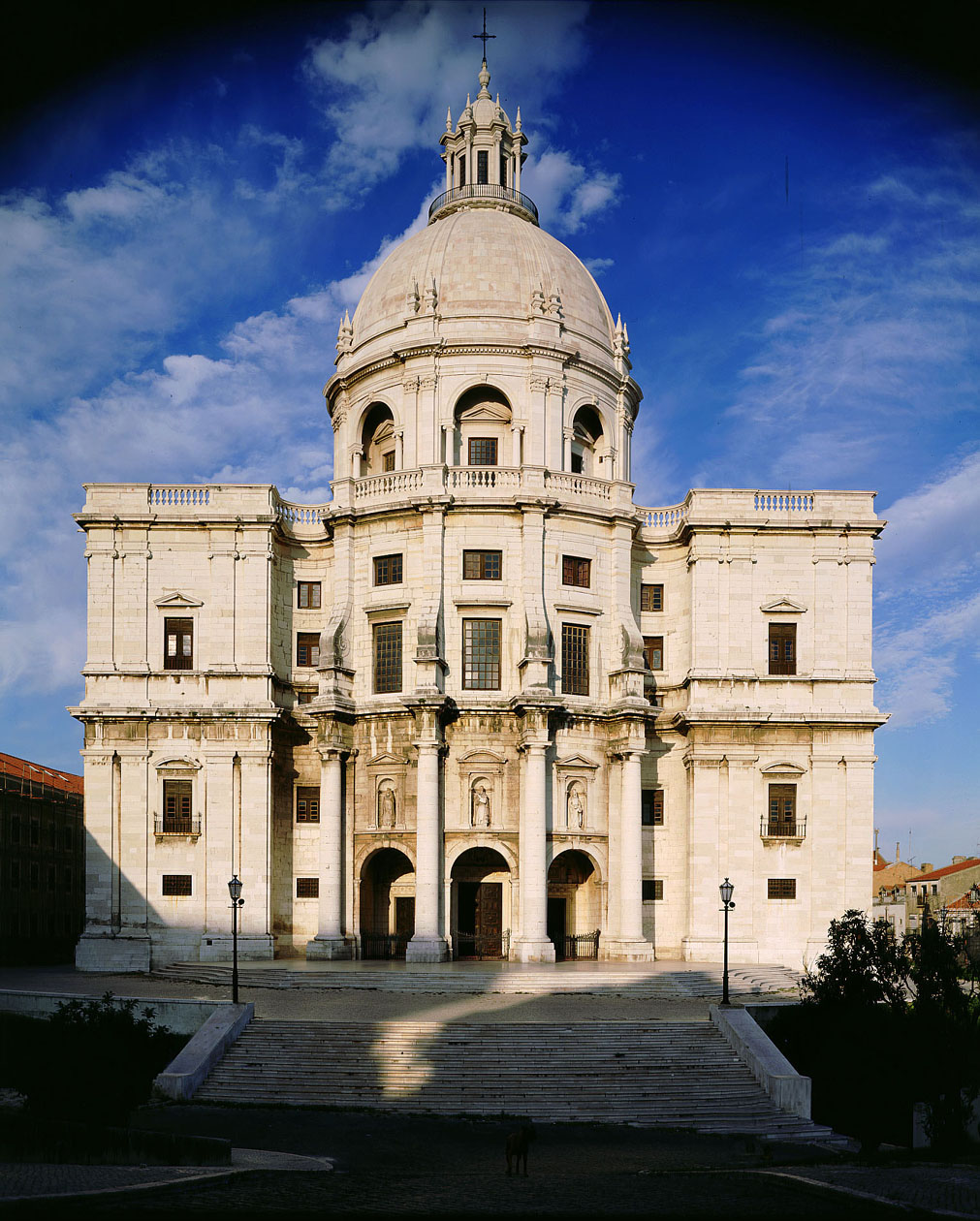
サンタ・エングラシア教会のファサード

サンタ・エングラシア教会 （Igreja de Santa Engrácia）は、ポルトガルの首都リスボンにある17世紀創立の教会。20世紀に入ってから国立のパンテオン（名士合祀殿）となり、ポルトガルの著名な人物が葬られている。教会はアルファマ地区にあり、近くにサン・ヴィセンテ・デ・フォーラ修道院がある。
現在の教会の建物は、ブラガの殉教者聖エングラシアに捧げられた以前の教会の替わりである。最初の教会は1568年頃、マヌエル1世の王女マリアが後援していた聖エングラシアに捧げられた。1681年、最初の建物が崩壊したあとに現在の教会の建設が始まった。新たな設計者は、王室建築家でポルトガル・バロック期の重要な人物の一人ジョアン・アントゥネスがおこなった。 
建設は1682年から、アントゥネスの死んだ1712年にかけ進められた。ジョアン5世は教会に興味を失い、大規模なマフラ修道院に資金をまわした。教会は未完成のまま20世紀まで放置された。20世紀半ばになりドームが加えられ、教会は1966年に再び落成された。

## 建築
ジョアン・アントゥネスは、サンタ・エングラシア教会にポルトガルで試みられたことのない、精巧な設計を準備していた。教会は、ギリシャ十字（四方の長さが均等な十字）の形で中央に引きつけられた平面図をしていた。角には四角い塔をもうけ（小尖塔は完成しなかった）、ファサードはフランチェスコ・ボッロミーニのバロック様式に似せた。ファサードにはガリレ・ホールと像を据えた3つのくぼみがある。教会入り口には、2人の天使が抱えたポルトガルの紋章を持つ美しいバロック様式の堂々とした正門がある。20世紀になってもうけられた高い中央ドームがある。

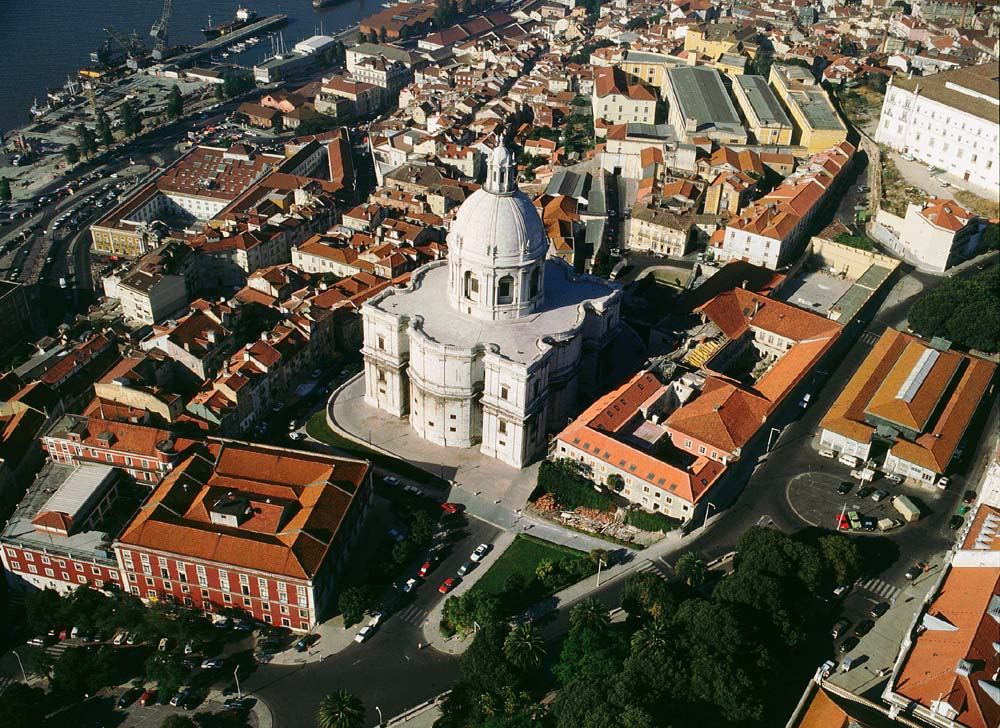
上空から眺めたサンタ・エングラシア教会

教会の調和のとれた内装は、十字架と本堂の曲線に囲まれた場所が支配している。床と壁は、バロック様式の大理石製色彩装飾に彩られている。18世紀の壮麗なバロック・オルガンは、リスボン大聖堂から持ち込まれた。

## パンテオン
1966年、独裁者アントニオ・サラザール政権時代、サンタ・エングラシア教会は国立のパンテオンに指定された。大統領マヌエル・デ・アリアガ、テオフィロ・ブラガ、シドーニオ・パイス、オスカル・カルモナ、作家ジョアン・デ・デウス、アルメイダ・ガレットとグエラ・ジュンクエイロ、国民的ファド歌手アマリア・ロドリゲス、らの人物が埋葬された。ルイス・デ・カモンイス、ペドロ・アルヴァレス・カブラル、アフォンソ・デ・アルブケルケ、ヌノ・アルヴァレス・ペレイラ、ヴァスコ・ダ・ガマ、エンリケ航海王子らの記念碑もある。